# You Are Empty
You Are Empty – gra komputerowa z gatunku first-person shooter wyprodukowana przez ukraińskie studio Digital Spray Studios i wydana przez rosyjskie wydawnictwo gier 1C w 2006 i 2007 na platformę Microsoft Windows. Gra udostępnia rozgrywkę jednoosobową.

## Fabuła
Akcja gry toczy się w latach 50. XX wieku w bliżej nieokreślonym mieście w Związku Radzieckim. Główny bohater, oficer radzieckich służ specjalnych, budzi się w szpitalu po potrąceniu przez ciężarówkę. Okazuje się, że rząd pracował w tym szpitalu nad stworzeniem „super-człowieka”, lecz eksperyment się nie udał. Większość mieszkańców miasta zostało zamienionych w zombie, mutanty i innego rodzaju potwory.
Pomiędzy niektórymi poziomami wyświetlane są krótkie filmiki, wykonane rysunkową techniką, przedstawiające życie – jak pod koniec gry się okazuje – naukowca, który opracował technologię „Wielkiej przemiany”, która spowodowała całą katastrofę w grze, oraz wieżę nadawczą, z której miało się kontrolować nowych super-ludzi.

## Odbiór gry
Gra spotkała się z negatywnym przyjęciem ze strony recenzentów. Według agregatora GameRankings otrzymała średnią wynoszącą 40%, natomiast według serwisu Metacritic jedynie 34/100 punktów.